# Tauá
Tauá, és un barri de la Zona Nord del municipi de Rio de Janeiro.
El seu IDH, l'any 2000, era de 0,817, el 76 millor del municipi de Rio.
Es localitza en l'Illa del Governador. En el barri se situa també l'illa Acadêmicos do Dendê.
És la continuació natural del barri Cocotá, a través de l'Avinguda Paranapuã. Limita amb els barris Bancários, Cocotá, Moneró i Jardim Carioca.

## Història
La paraula Tauá, en indígena, significa “fang vermell”. Una altra versió és TA-OÁ, “allò que és rodó”. Inicialment, hi havia conreus, canya de sucre, després van sorgir altres activitats com la pesca, cal, maons i teules. Va acollir la fàbrica de mata-formigues del Baró de Capanema, en el segle xix, la propietat del qual comprenia el morro do Barão, ocupant part de l'actual barri de Bancários.
En el segle xx, es va iniciar la urbanització de la zona, al llarg de la carretera de Freguesia i de la carretera del Dendê. En la dècada de 1930, tres projectes cobreixen pràcticament tota l'àrea ocupada pel barri, el primer com extensió dels carrers de la urbanització Jardim Carioca, el segon entorn dels carrers Eutíquio Soledade i professor Hilarião de la Roca i el tercer a prop del carrer Maici, amb el nom de “Jardim Maracaí”. Amb l'obertura d'aquests carrers, Tauá va ser ocupat. El seu accés va ser facilitat per la inauguració del bonde elèctric, amb la línia Ribeira-Cocotá (en 1922). Va ser substituïda el 1964 per línies d'autobusos.
El 1969, va ser inaugurada una gran Estació de Tractament de Clavegueram de Cedae. Destaca l'església de Santo Antônio, l'inici de construcció de la qual data de 1939, i que amb el temps, va patir alguns afegits. La nova església va ser inaugurada el 2001.
Tauá és majoritàriament residencial, el seu comerç es concentra en l'avinguda Paranapuã, i té diverses faveles, com la de la platja de Rosa, sorgida el 1941, en una colònia de pescadors sobre manglars, entre l'estació de la Cedae i la Badia de Guanabara, on es va estendre sobre xanques, avui, reurbanitzada pel projecte “bairrinho” i la de Dendê, la més gran d'elles, també anomenada morro do Dendê, originada en 1940, per gent del nord que van trobar en el lloc una plantació d'oli de palma, que va acabar donant nom a la favela.